# Portinado
El Portinado es un club acuático portugués en la ciudad de Portimão.

## Historia
El club se funda en 1987 de la mano del entrenador Paul Costa.

## Palmarés
- 2 veces campeón de la liga de Portugal de waterpolo masculino (2010-11)